# Fireflies
"Fireflies" é o primeiro single do álbum Ocean Eyes, do artista de synthpop Owl City.  O vocalista de Relient K, Matt Thiessen, é apresentado como o cantor convidado na canção. Thiessen a descreve como "uma pequena canção sobre insetos e a inabilidade de dormir durante a noite," enquanto os vagalumes no título também servem como metáfora para a perda da imaginação infantil e maravilhas da vida adulta.
O single atingiu um sucesso mundial, ficando em primeiro lugar nas paradas de sucesso dos Estados Unidos, Austrália, Bélgica, Dinamarca, Irlanda, Suécia, Noruega, Reino Unido e Holanda.

## Videoclipe
O videoclipe de "Fireflies" foi dirigido por Steve Hoover. Exibe Adam Young tocando a canção em um órgão eletrônico no quarto cheio de brinquedos, onde a maioria destes (incluindo um astronauta, carros e um dirigível) ganham vida. A maioria desses brinquedos são modelos velhos, grande parte das décadas de 70 e 80 (sendo o RoboSapien uma exceção). Também há eletrodomésticos, como uma televisão preta e branca e um gravador. O vídeo teve sua estreia exclusiva no MySpace, mas foi postado no Dailymotion pouco tempo depois e no YouTube brevemente.

## Regravações
- "Fireflies" foi regravado pelo participante Enchant no programa finlandês X Factor.
- "Fireflies" foi regravado pelo participante Lee DeWyze na 9ª temporada de American Idol durante o programa.
- A canção foi regravada por Nick Jonas & The Administration na Who I Am Tour.
- A canção foi regravada pela banda inglesa de rock Elliot Minor.
- Cheryl Cole regravou a canção para a BBC Radio 1 Live Lounge e na The E.N.D. World Tour.
- Beautiful Dying Day[6] gravou uma versão Hardcore/Screamo desta canção.
- "Fireflies" teve diversas paródias no YouTube.
- Kidz Bop regravou a canção para Kidz Bop 17.
- Savannah Outen regravará a canção em 2010.
- O rapper Crooked I do Slaughterhouse regravou a canção.
- O dueto de Eurocore, Bionic Ghost Kids, regravou Fireflies no estilo Screamo/Eurodance.
- A banda australiana experimental de Pós-hardcore Sienna Skies regravou uma versão da canção em Julho de 2010.[7]

## Faixas
CD single Europa
1. "Fireflies" – 3:48
2. "Hot Air Balloon" – 3:35[8]

CD promocional EUA
1. "Fireflies" – 3:48[9]

## Performance nas paradas de sucesso
Estreou na Bilboard Hot 100 no começo de setembro na 97ª posição, e alcançou o primeiro lugar em sua décima semana, tornando-se o primeiro single de Owl City a alcançar o número um. Ficou nesta posição por duas semanas não-consecutivas, no top dez por quinze semanas e na Hot 100 por trinta e uma semanas. "Fireflies" contribuiu com as vendas do álbum Ocean Eyes, e foi creditada como responsável pela entrada do mesmo no top dez da Billboard 200. Na parada de sucesso anual Billboard Hot 100 de 2009, atingiu o 60º lugar. A RIAA certificou "Fireflies" em tripla platina em Junho de 2010.
A canção entrou na UK Singles Chart na décima quinta posição devido às precoces vendas de downloads de uma falsa versão que vazou no iTunes. Pulou da quadragésima oitava posição para a segunda na semana seguinte, perdendo apenas para "Replay" de Iyaz. Na outra semana, alcançou a primeira posição, ficando na mesma por três semanas consecutivas. BPI certificou "Fireflies" em prata em fevereiro de 2010.
Conseguiu um sucesso mundial; atingiu o número um na Austrália, Dinamarca, Irlanda, Suécia, Reino Unido e Holanda (por dez semanas) e o top dez na Áustria, Bélgica, Canadá, República Checa, Finlândia, Alemanha, Japão, Nova Zelândia, Noruega, Portugal, Suíça e Eslováquia.

## Paradas de sucesso
| Parada de sucesso (2009/2010)             | Posição |
| ----------------------------------------- | ------- |
| Austrália (ARIA)                          | 1       |
| Áustria (Ö3 Austria Top 40)               | 2       |
| Bélgica (Ultratop Flanders)               | 2       |
| Bélgica (Ultratop Wallonia)               | 4       |
| Canadá (Canadian Hot 100)                 | 2       |
| Czech Republic IFPI Top 100               | 2       |
| Dinamarca (IFPI)                          | 1       |
| Holanda (Dutch Top 40)                    | 1       |
| Europa (European Hot 100 Singles)         | 3       |
| Finlândia (Mitä hittiä)                   | 7       |
| França (SNEP)                             | 17      |
| French Digital Singles Chart              | 7       |
| French Airplay Chart                      | 3       |
| Alemanha (Media Control AG                | 6       |
| Irlanda (IRMA)                            | 1       |
| Itália (FIMI)                             | 2       |
| Japan Hot 100                             | 3       |
| Nova Zelândia (RIANZ)                     | 2       |
| Noruega (VG-lista)                        | 2       |
| Portuguese Singles Chart                  | 7       |
| Russian Airplay Chart                     | 66      |
| Slovak Republic IFPI Top 100              | 8       |
| Espanha (PROMUSICAE)                      | 27      |
| Suécia (Sverigetopplistan)                | 1       |
| Suíça (Media Control AG                   | 4       |
| Reino Unido (The Official Charts Company) | 1       |
| Estados Unidos (Billboard Hot 100)        | 1       |